# Julia Spettel
Julia Spettel (7 dicembre 1950) è un'ex sciatrice alpina austriaca.

## Biografia
Sciatrice polivalente originaria di Dornbirn, Julia Spettel in Coppa del Mondo esordì il 18 gennaio 1967 a Schruns in discesa libera (36ª), ottenne il miglior risultato il 14 marzo 1971 a Åre in slalom gigante (9ª) e prese per l'ultima volta il via il 18 gennaio 1972 a Grindelwald in discesa libera (30ª); non prese parte a rassegne olimpiche o iridate.

## Palmarès

### Coppa del Mondo
- Miglior piazzamento in classifica generale: 32ª nel 1971

### Campionati austriaci
- 3 medaglie:
  -  2 argenti (slalom gigante nel 1970; combinata nel 1971)
  -  1 bronzo (discesa libera nel 1971)[senza fonte]